# Parknabinnia

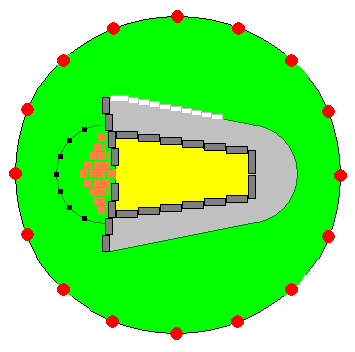
Prinzipskizze Wedge Tomb am Beispiel Island

Parknabinnia (irisch Páirc na Binne) ist ein Wedge Tomb, das auf der Grenze des Townlands Carran im Burren im County Clare in Irland liegt. Parknabinnia liegt an einer Nebenstraße der R476, die bei Killinaboy mit der Sheela-na-Gig an der alten Kirche, nach Norden abzweigt und durch den gesamten Burren verläuft. Wedge Tombs (deutsch „Keilgräber“), früher auch „wedge-shaped gallery grave“ genannt, sind ganglose, mehrheitlich ungegliederte Megalithbauten der späten Jungsteinzeit und der frühen Bronzezeit in Irland.
Es ist das am besten erhaltene von sechs Wedge Tombs in der Gemarkung Parknabinnia. Die kistenartige Megalithanlage, deren Keilform wenig ausgeprägt ist, hat einen etwa drei Meter langen mit einer Erde- und Rasenschicht bedeckten Deckstein und seitlich überlange, sowie endseitige zwischengesetzte, etwa einen Meter hohe Tragsteine. Ein Ende ist geschlossen, während das andere Ende einen kleinen Zugang frei lässt. Erhalten ist nur die Kammer, während der gesamte für Wedge Tombs obligatorische Umbau allenfalls im einseitig erhaltenen Steinhaufen erkennbar wird.
In der Nähe liegen das atypische Court Tomb von Parknabinnia und die gestörten Wedge Tombs von Commons North. 